# NGC 5532B
NGC 5532B је лентикуларна галаксија у сазвежђу Волар која се налази на NGC листи објеката дубоког неба.
Деклинација објекта је + 10° 47' 55" а ректасцензија 14h 16m 53,5s. Привидна величина (магнитуда) објекта NGC 5532 износи 14,8 а фотографска магнитуда 15,8.